# Horst Willgruber
Horst Willgruber (* 13. Mai 1947 in Leipzig) ist ein ehemaliger deutscher Radsportler.

## Sportliche Laufbahn
Horst „Willi“ Willgruber begann seine Laufbahn beim ASK Vorwärts Leipzig. Er galt als talentierter Bahnfahrer, was er 1965 mit dem Gewinn zweier Titel (im 2000 Meter-Zeitfahren und im Zweier-Mannschaftsfahren) bei den DDR-Bahnmeisterschaften der Jugend untermauerte. Willgruber, genannt „Willi“, wurde 1969 auf der Radrennbahn Berlin-Weißensee DDR-Meister im Zweier-Mannschaftsfahren mit seinem Klubkameraden Hans Joachim Haustein. 1964 wurde er bereits Zweiter in dieser Disziplin. Ebenfalls 1969 und auch mit Hans Joachim Haustein gewann er die Internationale Meisterschaft im Zweier-Mannschaftsfahren auf der Bahn in der Berliner Werner-Seelenbinder-Halle.  Willgruber bestritt auch Straßenrennen, sein bestes Ergebnis war der dritte Platz beim Rennen Rund um den Sachsenring 1970. Die Polen-Rundfahrt bestritt er ebenfalls 1970 (45. Platz). Nach Beendigung seiner leistungssportlichen Laufbahn blieb er noch jahrelang in verschiedenen Altersklassen aktiv. So konnte er im Oktober 1981 das im Land Brandenburg vom FRC 90 Frankfurt an der Oder ausgerichtete Old Man Race gewinnen.

## Berufliches
Horst Willgruber absolvierte eine Ausbildung zum Maschinenschlosser. Nach Beendigung seiner Karriere war er von 1974 bis 1992 beim ASK Vorwärts als Mechaniker tätig.